# Svensktoppen 2009
Svensktoppen 2009
Låttitlar	Poäng
1. Om du lämnade mig nu – Lars Winnerbäck & Miss Li	17839
2. Du är min man – Benny Anderssons orkester & Helen Sjöholm	10878
3. Greetings from Space – Amanda Jenssen	10109
4. La Voix – Malena Ernman	8579
5. Vi blundar – Caroline af Ugglas	6398
6. Moving on – Sarah Dawn Finer	5724
7. Top of the world – Jill Johnson	5204
8. Min plats på jorden – Malena Ernman	4946
9. Dagen är vaken – CajsaStina Åkerström	4751
10. 1000 Miles – H.E.A.T	4527
11. Wake Up – Jessica Andersson	4369
12. With Every Bit of Me – Kevin Borg	3637
13. Snälla, snälla – Caroline af Ugglas	3498
14. Carina – Larz-Kristerz	2468
15. Ge oss år tillbaka – Christer Sjögren	2390